# Premi de Periodisme Cirilo Rodríguez
El Premi de Periodisme Cirilo Rodríguez és un guardó atorgat anualment per l'Associació de la Premsa de Segòvia (APS), Espanya, en col·laboració amb la Federación de Asociaciones de Periodistas de España (FAPE), «destinat a reconèixer públicament la millor tasca d'un corresponsal o enviat especial d'un medi espanyol a l'estranger» durant l'any que faci referencia la convocatòria, i on també, el jurat «pot considerar la trajectòria del candidat» al llarg de la seva carrera professional.
És considerat un dels premis de periodisme més prestigiosos d'Espanya en la seva modalitat, creat en honor del periodista, Cirilo Rodríguez, i se celebra de forma ininterrompuda des de la seva creació el 1983. Formen part del jurat els presidents d'APS i FAPE, el director de Radi Segòvia, així com qui hagués rebut el premi en l'última edició. També formen part del jurat periodistes i empreses de comunicació i és finançat per les institucions públiques de Segòvia i la seva província, entre d'altres. Entre els premiats al llarg dels anys es troben destacats periodistes com Rosa Maria Calaf, Manu Leguineche, primer premiat el 1983, Felipe Sahagún, o la periodista Mònica Bernabé, del diari El Mundo, per la seva cobertura de la guerra de l'Afganistan, entre uns altres.

## Guardonats
Relació de guardonats per any de convocatòria:
- 1984 - Manu Leguineche
- 1985 - Diego Carcedo
- 1986 - Felipe Sahagún
- 1987 - José Virgilio Colchero
- 1988 - Javier Martín Domínguez
- 1989 - Hermann Tertsch
- 1990 - Beatriz Iraburu
- 1991 - Juan Jesús Aznárez
- 1992 - Equip de corresponsals de Televisión Española a la guerra de Iugoslàvia (1992)
- 1993 - Román Orozco
- 1994 - Ferrán Sales
- 1995 - Gervasio Sánchez
- 1996 - Pilar Bonet
- 1997 - Juan Fernández Elorriaga
- 1998 - Vicente Romero Ramírez
- 1999 - Evaristo Canete
- 2000 - Fran Sevilla
- 2001 - Ramón Lobo
- 2002 - Juan Cierco
- 2003 - Tomás Alcoverro
- 2004 - Javier Espinosa
- 2005 - Enric González
- 2006 - Rosa Maria Calaf
- 2007 - Javier del Pino[8]
- 2008 - Joaquim Ibarz
- 2009 - Soledad Gallego-Díaz
- 2010 - Eugenio García Gascón[9]
- 2011 - Enrique Ibáñez
- 2012 - Mònica Bernabé
- 2013 - Marc Marginedas[10]
- 2014 - Íñigo Dominguez[2][11]
- 2015 - Juan Pedro Quiñonero[12]
- 2016 - Mónica García Prieto[13]
- 2017 - Cristina Sánchez[14]
- 2018 - Javier Martín Rodríguez[15]
- 2019 -
- 2020 - Mavi Doñate[16]
- 2021 - Plàcid Garcia-Planas[17]
- 2022 - Miguel Ángel de la Fuente[18]